# 罗德里戈·洛萨诺·德拉富恩特
罗德里戈·洛萨诺·德拉富恩特（西班牙語：Rodrigo Lozano de la Fuente，1920年10月16日—2022年5月22日），男，昆卡省人，西班牙医师、政治人物。曾任昆卡市长、西班牙参议院议员等职。 

## 生平
1920年生于昆卡省韦尔塔德劳维斯帕利亚。毕业于马德里康普顿斯大学妇科学专业。1961年至1966年，担任昆卡市长。任内促成了宗教音乐周、昆卡圣周等文化节的开设，以及悬空之屋西班牙抽象艺术博物馆的建立。1971年至1974年，担任昆卡省议会主席。1977年至1979年，担任西班牙参议院议员。2022年5月22日在昆卡逝世。